# 唐皇貴妃
皇貴妃唐氏（こうきひ とうし、？ - 1457年）は、明の景泰帝の寵妃。

## 経歴
庶民の唐興の娘として生まれる。景泰年間、妃に封じられた。景泰帝に寵愛され、景泰7年（1456年）8月に皇貴妃に進封された。唐興は正一品都督に任じられ、財帛を賞賜された。
翌景泰8年（1457年）の奪門の変によって景泰帝が廃され、英宗が重祚した。唐興は配流され、唐皇貴妃は郕王（景泰帝の即位前の王号）の側室に降格された。ほどなく、景泰帝が急死した。英宗の指名で、唐氏は殉死させられた。

## 伝記資料
- 『明史』
- 『明英宗実録』